# タラソドロメウス
タラソドロメウス (Thalassodromeus) は、白亜紀前期にブラジルに生息していた翼竜。ほぼ完全な頭骨と下顎は長さ1.5mに達し、サンタナ層の翼竜としては大きい方で翼開長は約4mである。
非常に大きなトサカと、先端が鋭く尖った嘴を持つ。その嘴の形状から、現存するハサミアジサシのように海面に嘴を差し入れ、飛びながら表層の魚類を捕食していたと推測され、学名（“海を走る者”の意）はその推測に因んでつけられた。